# Yucca constricta
Yucca constricta là một loài thực vật có hoa trong họ Măng tây. Loài này được Buckley miêu tả khoa học đầu tiên năm 1862.

## Hình ảnh

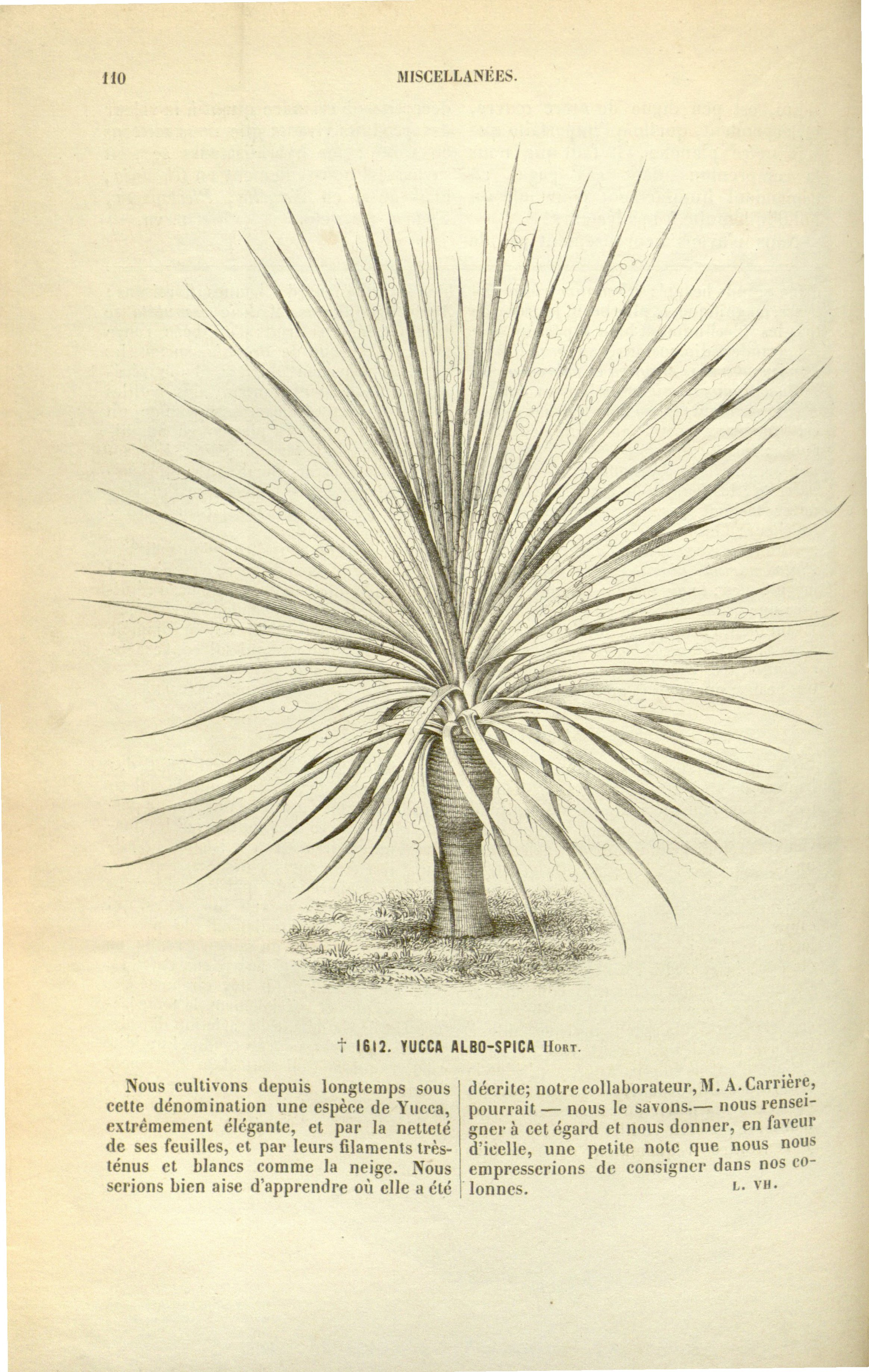
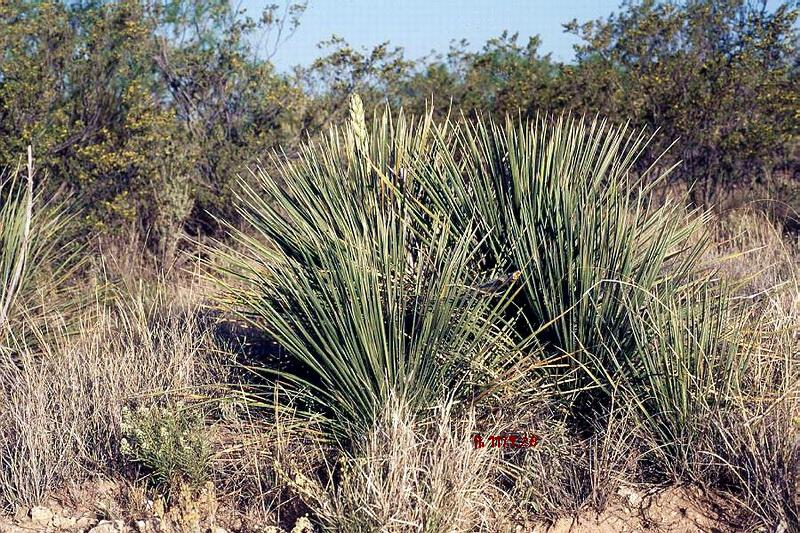
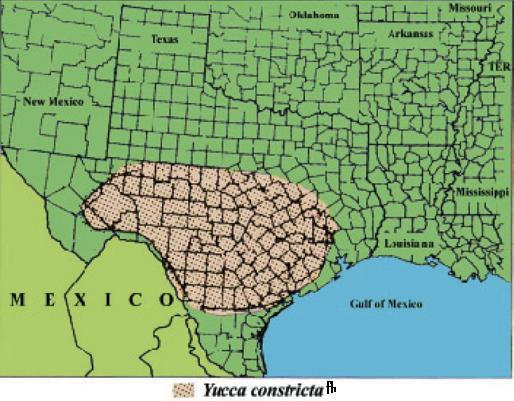